# Camixaima beraba
Camixaima beraba là một loài bọ cánh cứng trong họ Cerambycidae.